# Pombo-azul-das-seicheles
Pombo-azul-das-seicheles  (Alectroenas pulcherrimus) é uma espécie de pombo de médio porte que habita áreas de floresta do arquipélago de Seychelles.